# Orden de la Terraza
La Orden de la Terraza fue una de las órdenes militares más antiguas de Europa y la más antigua de la que se tienen noticias. Fue creada en Nájera, entonces Reino de Pamplona, en torno a 1040 en honor a la imagen de Santa María La Real. Su símbolo es una jarra con azucenas. Este llegó a ser tomado como nombre de la orden, siendo por ello también conocida como Orden de la Jarra y Orden de las Azucenas.

## Origen
Según cuenta la leyenda, desde que se encontró, mientras estaba cazando, con una extraña visión en una cueva de Nájera, en cuyo interior había una imagen de la Virgen junto a un jarrón con azucenas, García decidió construir un monasterio cercano a la cueva, que sería el Monasterio de Santa María la Real de Nájera y crear la Orden de la Terraza.

## Miembros
Según indica una crónica de la Orden de San Benito, García fue el primer miembro de la orden. Este armó también a sus hijos, pero éstos a su muerte no mantendrían el espíritu que su padre había puesto en la orden, quedando casi olvidada hasta el siglo XIV, cuando el todavía infante Fernando I de Aragón la restituyera, según testimonio de Fray Jerónimo Román en su obra Repúblicas del mundo. El 15 de agosto de 1403 encontrándose Fernando en Medina del Campo, impuso el collar de la orden a sus hijos Alfonso, Juan, Enrique, Sancho y Pedro.

... al infante Don Alonso que después de su padre fue rey de Aragón..., el segundo dio al infante Don Juan, que fue rey de Navarra por su mujer Doña Blanca, y asimismo rey de Aragón, después que murió su hermano Don Alonso, en tercer lugar le dio al infante Don Enrique, gran Maestre de Santiago, en cuarto lugar al infante Don Sancho, que fue Maestre de Calatrava, y en quinto a Don Pedro..., y en honrando a sus hijos con esta divisa esclarecida de la Virgen, le fue dando por su orden a muchos caballeros validos suyos

Tras ser nombrado rey, Fernando I de Aragón, después de la batalla y la conquista de la ciudad de Balaguer, honra a los caballeros de mayor valentía en la batalla (alrededor de ochenta) con el escudo de la orden, que esta vez estaba formado por la Jarra de Azucenas y el grifo.

## Etimología
La denominación "de la Terraza" proviene del nombre dado antiguamente a los jarros de barro para beber agua.